# Florîne
Florîne (în ucraineană Флорине) este o comună în raionul Berșad, regiunea Vinnița, Ucraina, formată numai din satul de reședință.

## Demografie
Componența lingvistică a satului Florîne
     Ucraineană (98,03%)
     Rusă (1,38%)
     Alte limbi (0,51%)
Conform recensământului din 2001, majoritatea populației satului Florîne era vorbitoare de ucraineană (98,03%), existând în minoritate și vorbitori de rusă (1,38%).